# Cowaǃ
Cowa! (こわ!) és un manga escrit i il·lustrat per Akira Toriyama. Fou publicat a la revista japonesa Shūkan Shōnen Jump entre l'edició número 48 de 1997 i l'edició número 15 de 1998 en 14 capítols, i recopilats en un únic volum. El volum es publicà a Espanya per Planeta DeAgostini el maig de 1999. Degut a una molèstia al braç, l'autor, durant els anys posteriors al final de Dragon Ball no va fer cap altre manga, prenent-se uns anys de descans, fins que, gràcies al seu editor, va crear Cowa!

## Argument
La història gira al voltant de Paifu, un entremaliat nen monstre, que porta una vida alegre a Cap Ratpenat (こうもり岬, Kōmori Misaki) jugant amb els seus amics José Rodríguez i Aapon. La seva tranquil·litat es veu trencada quan comença a estendre's pel seu poble la grip dels monstres (オバケ風邪, Obake kaze) que no afecta els humans, però porta la mort inevitable al cap d'un mes. Aquest virus s'ha estès ja a molts habitants del poble, i atès que al metge del lloc no li queden vacunes, algú ha de sortir a la recerca dels medicaments; la tasca no és senzilla, ja que la bruixa que fa les vacunes viu a la Muntanya Mussol (ミミズク山, Mimizuku Yama), a 1200 km del poble de Paifu.
Atès que tots els adults excepte el doctor estan malalts, els nens decideixen emprendre el viatge amb ajuda del senyor Maruyama, un humà que viu prop del poble a qui tots li tenen por, ja que els rumors diuen que matà un home. Paifu l'enganya dient-li que el poble li pagarà un milió de iens a canvi que els acompanyi. Durant el viatge els nens es troben a diversos oponents, als quals el senyor Maruyama venç fàcilment, i aviat s'adonen de la veritable identitat d'ell com un exlluitador de sumo.
A l'últim poblat abans d'arribar a la muntanya Maruyama s'atura a comprar menjar, en aquest moment Paifu és testimoni d'un assalt a un ancià i corre a detenir a l'assaltant. Quan estan a punt d'arribar a la Muntanya Mussol, s'adonen que Aapon està malalt, per la qual cosa decideixen buscar a algú que el cuidi. Toquen la porta de l'única casa que troben a prop, i es troben de nou al senyor que va ser assaltat, qui accepta encantat a cuidar Aapon.
En arribar al bosc al voltant de la muntanya s'enfronten amb Baroaba, a qui aconsegueixen vèncer gràcies al fet que Paifu aprèn a xiular, la feblesa del monstre. En adonar-se el monstre que ells es dirigeixen a veure a la bruixa, els ajuda a arribar fins al cim. Abans d'entrar són rebuts per Leonardo, que els posa una prova, al principi anava a ser un combat cos a cos, però en saber qui és Maruyama, decideix utilitzar una endevinalla. Compren 50 píndoles i les envien al poble, exceptuant unes quantes que es reserven pels nens malalts. Mentre baixen la muntanya escalant, Maruyama rellisca i cau, però Paifu el salva aconseguint volar a temps per sobreviure a la caiguda.
En el camí a casa, Maruyama s'adona de la mentida de Paifu sobre els diners, i li diu que no plori que el que ha fet per ell val més que un milió de iens. En arribar al poble són rebuts amb una festa, però el senyor Maruyama se'n va, ja que no li agraden aquest tipus d'activitats. Paifu aprofita aquesta oportunitat per explicar-los a tots el que ha passat i entre tots aconsegueixen arreglar un vell vaixell fantasma, el qual és lliurat com a agraïment a Maruyama.

## Personatges

### Personatges principals
- Paifu (パイフー, Paifū): El protagonista de la història, és un nen monstre entremaliat, fill d'una vampiressa i un home coala. Quan veu una creu durant tres segons, es converteix en un home coala i ataca a qualsevol persona al seu voltant. Per tornar al seu estat habitual ha de veure qualsevol objecte rodó.

- José Rodríguez (ホセ　ロドリゲス, Hose Rodorigesu): L'amic de Paifu, és un fantasma blau i pot canviar de forma. És molt covard i quan està nerviós fa pets.

- Aapon (アーポン, Āpon): És un nen monstre expert en arts marcials. Es creu que és el rival d'en Paifu i sempre que té l'oportunitat el desafia a un combat.

- Mako Maruyama (丸山真虎, Maruyama Mako): És un humà que viu al poble dels monstres, i els rumors diuen que matà un home. En realitat és un exlluitador de sumo anomenat Volcà actiu (活火山, Katsukazan); Va matar sense voler a un contrincant i per això es retirà. Paifu l'anomena Makorin (マコリン).

### Altres habitants de Cap Ratpenat
- Po i Ku (ポー と クー, Pō to Kū): Són una parella de germans amb aparença de porcs humanoides i són companys d'escola d'en Paifu i en José. El seu nom és un joc de paraules amb Pōku (ポーク, Porc en japonès).
- Doctor monstre (お化けの医者, Obake no Isha): És el metge del poble, gràcies a Paifu s'adona que no és una grip normal, sinó la grip dels monstres. És molt oblidadís.
- Elizabeth (エリザベス, Erizabesu): És una nena, companya d'escola d'en Yamada.
- Emile (エミール, Emīru): Un Yeti company d'escola d'en Paifu i en José; emmalalteix de la grip dels monstres.
- Hanna (ハンナ): La mestra dels nens, fa classes durant el dia; quan Kerō emmalalteix fa classes l'horabaixa i després els vespres pels nens monstre.
- Kerō (ケロー): El mestre dels nens monstre, fa classes durant la nit, i és substituït per Hanna quan ell emmalalteix.
- Yamada (ヤマダ): Un dels nens, reparteix diaris de matinada.

### Personatges de la Muntanya Mussol
- Leonardo (レオナルド, Reonarudo): L'assistent de la bruixa, té aparença de dimoni. Desafia a lluitar a tothom que arriba al cim de la Muntanya Mussol per veure la bruixa. Quan s'adona de qui és Maruyama, canvia el desafiament per una endevinalla.
- Baroaba (バロアバ): El monstre que viu al bosc envoltant la muntanya. És gran i elàstic, però el seu punt feble és que quan sent algú xiular, torna petit i perd l'elasticitat.
- La Bruixa (魔女, Majo): La bruixa que viu a la Muntanya Mussol, és la creadora de la cura per la grip dels monstres, té un servei express i venda per internet, però el doctor se n'oblida, i per això, en Paifu i els seus companys han de fer-hi el viatge.

## Miscel·lània
Com en molts altres treballs de Toriyama, Cowa! fa referència a altres mangues de l'autor:
- En el cinquè capítol, quan Maruyama va conduint es veu una casa molt semblant a la d'en Senbei Norimaki de Dr. Slump.
- El disseny del personatge Leonardo és gairebé igual que el de Dabra de Dragon Ball, aquest disseny seria utilitzat de nou amb en Satán, el pare de Beelzebub a Sand Land.
- L'habilitat de Paifu per transformar-se en veure la creu és una referència al Ōzaru dels Saiyajin de Dragon Ball.